# Pietra-di-Verde
Pietra-di-Verde település Franciaországban, Haute-Corse megyében. Lakosainak száma 101 fő (2022. január 1.). Pietra-di-Verde Ortale, Campi, Canale-di-Verde, Chiatra, Moïta, Novale és Sant’Andréa-di-Cotone községekkel határos.

## Népesség
A település népességének változása:
| Lakosok száma | 196  | 79   | 95   | 129  | 110  | 107  | 102  | 100  | 99   | 101  |
|               | 1968 | 1982 | 1990 | 2006 | 2013 | 2015 | 2017 | 2019 | 2020 | 2022 |